# Hudinja (Vitanje, Slovenija)
Hudinja  je naselje u slovenskoj Općini Vitanju. Hudinja se nalazi u pokrajini Štajerskoj i statističkoj regiji Savinjskoj. 

## Stanovništvo
Prema popisu stanovništva iz 2002. godine naselje je imalo 236 stanovnika.